# Сеніна Ольга Олексіївна
Сеніна Ольга Олексіївна — радянський, український організатор кіновиробництва.
Народилась 24 січня 1939 р. у м. Нижнегорському в Криму.
Закінчила Одеський інститут народного господарства (1971).
Член Національної Спілки кінематографістів України.

## Фільмографія
Директор картин, знятих на Одеській кіностудії:
- «Петька у космосі» (1972, т/ф)
- «Відповідна міра» (1974)
- «Ар-хі-ме-ди!» (1975)
- «Чарівний голос Джельсоміно» (1977)
- «Діалог з продовженням» (1980)
- «Бережіть жінок» (1981)
- «Що у Сеньки було» (1984)
- «Поживемо — побачимо» (1985)
- «Данило — князь Галицький» (1987)
- «Миттєвості…» (1989)
- «Увага: Відьми!» (1990) та ін.